# Macclenny
Macclenny ist eine Stadt und zudem der County Seat des Baker County im US-Bundesstaat Florida mit 7304 Einwohnern (Stand: 2020).

## Geographie
Macclenny liegt rund 40 Kilometer westlich von Jacksonville.

## Demographische Daten
Laut der Volkszählung 2010 verteilten sich die damaligen 6374 Einwohner auf 2335 Haushalte. Die Bevölkerungsdichte lag bei 749,9 Einw./km². 78,0 % der Bevölkerung bezeichneten sich als Weiße, 17,9 % als Afroamerikaner, 0,5 % als Indianer und 0,7 % als Asian Americans. 0,7 % gaben die Angehörigkeit zu einer anderen Ethnie und 2,2 % zu mehreren Ethnien an. 2,5 % der Bevölkerung bestand aus Hispanics oder Latinos.
Im Jahr 2010 lebten in 43,4 % aller Haushalte Kinder unter 18 Jahren sowie 24,1 % aller Haushalte Personen mit mindestens 65 Jahren. 72,2 % der Haushalte waren Familienhaushalte (bestehend aus verheirateten Paaren mit oder ohne Nachkommen bzw. einem Elternteil mit Nachkomme). Die durchschnittliche Größe eines Haushalts lag bei 2,77 Personen und die durchschnittliche Familiengröße bei 3,27 Personen.
31,6 % der Bevölkerung waren jünger als 20 Jahre, 29,4 % waren 20 bis 39 Jahre alt, 22,7 % waren 40 bis 59 Jahre alt und 16,3 % waren mindestens 60 Jahre alt. Das mittlere Alter betrug 32 Jahre. 48,3 % der Bevölkerung waren männlich und 51,7 % weiblich.
Das durchschnittliche Jahreseinkommen lag bei 31.810 $, dabei lebten 19,9 % der Bevölkerung unter der Armutsgrenze.
Im Jahr 2000 war Englisch die Muttersprache von 96,44 % der Bevölkerung und spanisch sprachen 3,56 %.

## Sehenswürdigkeiten
Am 21. August 1986 wurde das Old Baker County Courthouse in das National Register of Historic Places eingetragen.

## Verkehr
Durch Macclenny führen die Interstate 10, der U.S. Highway 90 (SR 10) sowie die Florida State Roads 121 und 228. Der nächste Flughafen ist der Jacksonville International Airport (60 km nordöstlich).